# Copines
Copines è un singolo della cantante francese Aya Nakamura, pubblicato il 24 agosto 2018 come secondo estratto dal secondo album in studio Nakamura.

## Video musicale
Il video musicale, girato nell'arcipelago delle Guadalupa, è stato reso disponibile il 24 agosto 2018, in concomitanza con l'uscita del singolo.

## Tracce
Testi e musiche di Aya Nakamura e Julio Masidi.
1. Copines – 2:51

## Formazione
Hanno partecipato alle registrazioni, secondo le note di copertina di Nakamura:
- Aya Nakamura – voce
- Julio Masidi – programmazione, tastiera
- Julio Masidi – produzione, registrazione
- Vincent Audou – missaggio
- Eric Chevet – mastering

## Classifiche

### Classifiche settimanali
| Classifica (2018-21) | Posizione massima |
| -------------------- | ----------------- |
| Belgio (Fiandre)     | 74                |
| Belgio (Vallonia)    | 7                 |
| Francia              | 1                 |
| Paesi Bassi          | 46                |
| Perù                 | 142               |
| Portogallo           | 97                |
| Singapore            | 28                |
| Svizzera             | 60                |

### Classifiche di fine anno
| Classifica (2018) | Posizione |
| ----------------- | --------- |
| Belgio (Vallonia) | 98        |
| Francia           | 24        |
| Classifica (2019) | Posizione |
| Francia           | 92        |

## Date di pubblicazione
| Paese  | Data             | Formato                      | Nota   |
| ------ | ---------------- | ---------------------------- | ------ |
| Mondo  | 24 agosto 2018   | Download digitale, streaming | [ 16 ] |
| Italia | 19 febbraio 2021 | Contemporary hit radio       | [ 17 ] |